# Manifold Garden
Manifold Garden (с англ. — «Сад Многообразия») (стилизованно, как ) — инди-игра-головоломка для платформ iOS, Nintendo Switch, OS X, Windows, PlayStation 4, Xbox One, Xbox Series X/S. Она была разработана независимой студией William Chyr Studio, основанной Уильямом Чиром. Выход игры состоялся 18 октября 2019 года. Игрок должен перемещаться в абстрактной вселенной, состоящей из бесконечных архитектурных элементов и решать головоломки. В игре нельзя умереть.
Уильям Чир является создателем игры, он работал над проектом ещё с 2012 года и финансировал разработку самостоятельно. Сам Чир раннее работал дизайнером-скульптором. Основная трудность разработки была связана с оптимизацией, учитывая, что в одном кадре можно видеть до 500 повторяющихся объектов, а также с тем, что уровни надо было спроектировать так, чтобы игрок не потерялся в них. Отсутствие каких либо подсказок было намеренным решением. К концу разработки, Чир заручился поддержкой небольшой команды разработчиков. Музыкальные композиции к игре написала Ларисса Окада, присоединившаяся к команде в 2018 году.
Manifold Garden была номинирована на ряд наград. Игровые критики в основном положительно отозвались об игре. Они похвалили художественную эстетику, дизайн уровней и идею бесконечного мира. Также похвалу получило музыкальное сопровождение, придающее игре дополнительную мистическую чувственность. Оценка головоломок была разной, часть критиков похвалили их, другая часть сочла их недостаточно проработанными или наоборот жаловались на чувство дезориентации. Manifold Garden в 2020 году была продемонстрирована в Музее дизайна, Лондоне, в рамках выставки.

## Игровой процесс
Manifold Garden представляет собой игру-головоломку. В игре игрок от первого лица изучает пространства бесконечно самоподобных зданий и прочих геометрических, архитектурных элементов. Игрок может менять силу притяжения в шести разных направлениях, каждое из которых обозначено одним из шести цветов и в данном тоне частично окрашивает окружающее пространство, в том числе и предметы, с которыми можно взаимодействовать. В игре нельзя умереть или пострадать, игрок может упасть в пропасть, но рано или поздно приземлится на ту же площадь из-за особенности физики «закольцованного» пространства, формирующего иллюзию бесконечного мира. Многие головоломки касаются задач по активации особых стел, а также перемещении кубов. Каждый куб окрашен в определённый цвет и его можно перемещать лишь в одном гравитационном направлении, обозначенным тем же цветом, при смене гравитационного направления, кубы «застывают» на том месте, где их оставил игрок, превращаясь в своего рода ступени.
Многие головоломки требуют расставить кубы разных цветов таким образом, чтобы суметь разместить куб нужного цвета на постаменте. В некоторых случаях игрок может встретить «деревья», с которых можно срывать кубы, но только по одному, то есть если сорвать куб второй раз, первый сорванный куб исчезнет. Некоторые головоломки требуют падать со зданий, чтобы приземлиться на недоступной поверхности. По мере прохождения, игра вводит новые игровые механики. Например головоломки, где нужно направлять падение шара внутри трубы, последовательно меняя направление гравитации, или потоки воды, которые надо перенаправить в сторону мельницы, чтобы активировать механизмы и открыть проход. Каждый уровень заканчивается активацией особой стелы, которая вначале окутана чёрной порчей, искажающей пространство вокруг себя. Её можно «одолеть», активируя особые стеллы с лазерами, которые в свою очередь активируются, если поставить на них куб правильного цвета. По мере прохождения, становится ясно, что задача игрока сводится к тому, чтобы очистить мир Manifold Garden от чёрной порчи, вместе с этим, мир наполняется новыми архитектурными элементами и живностью.

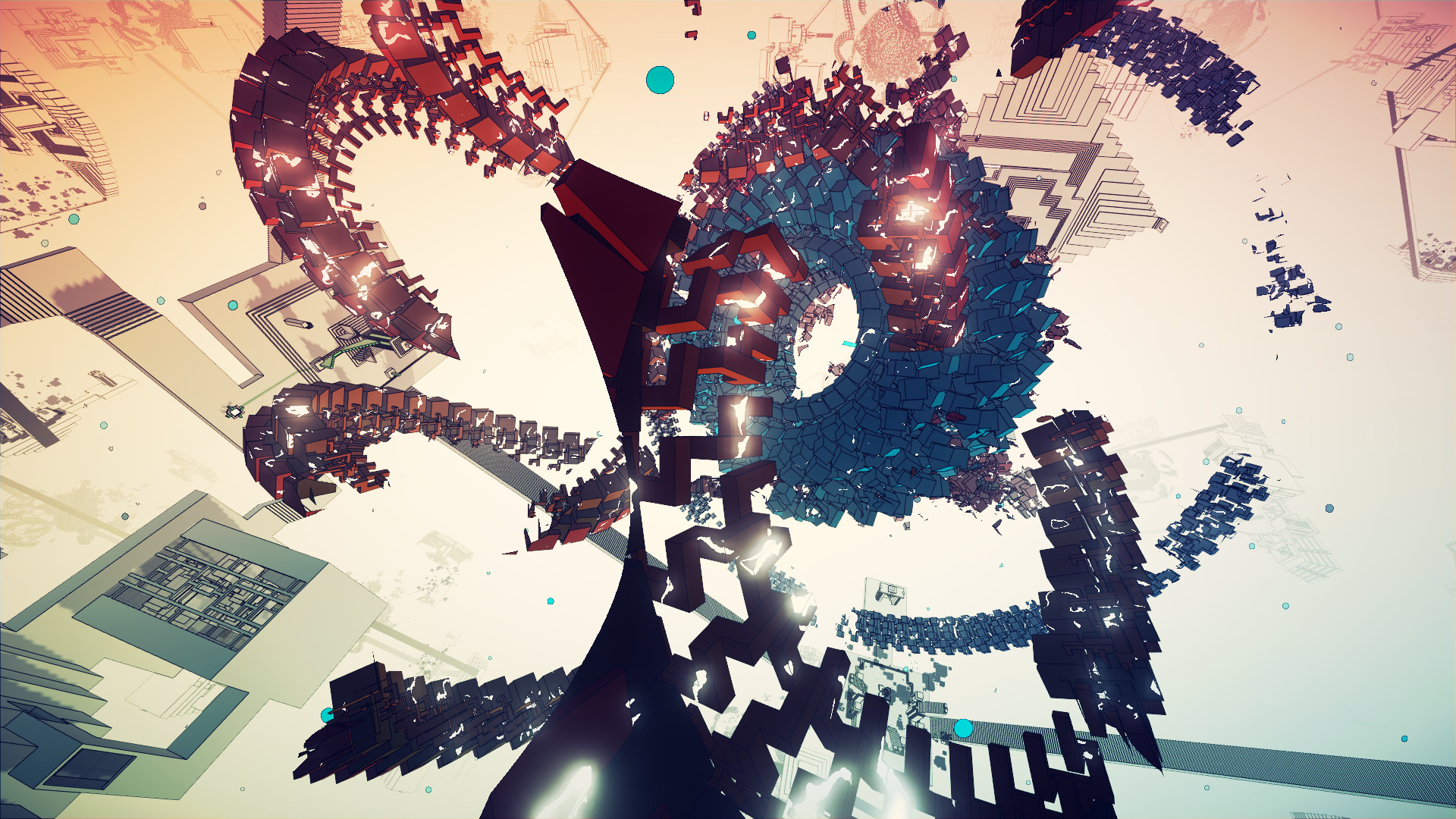
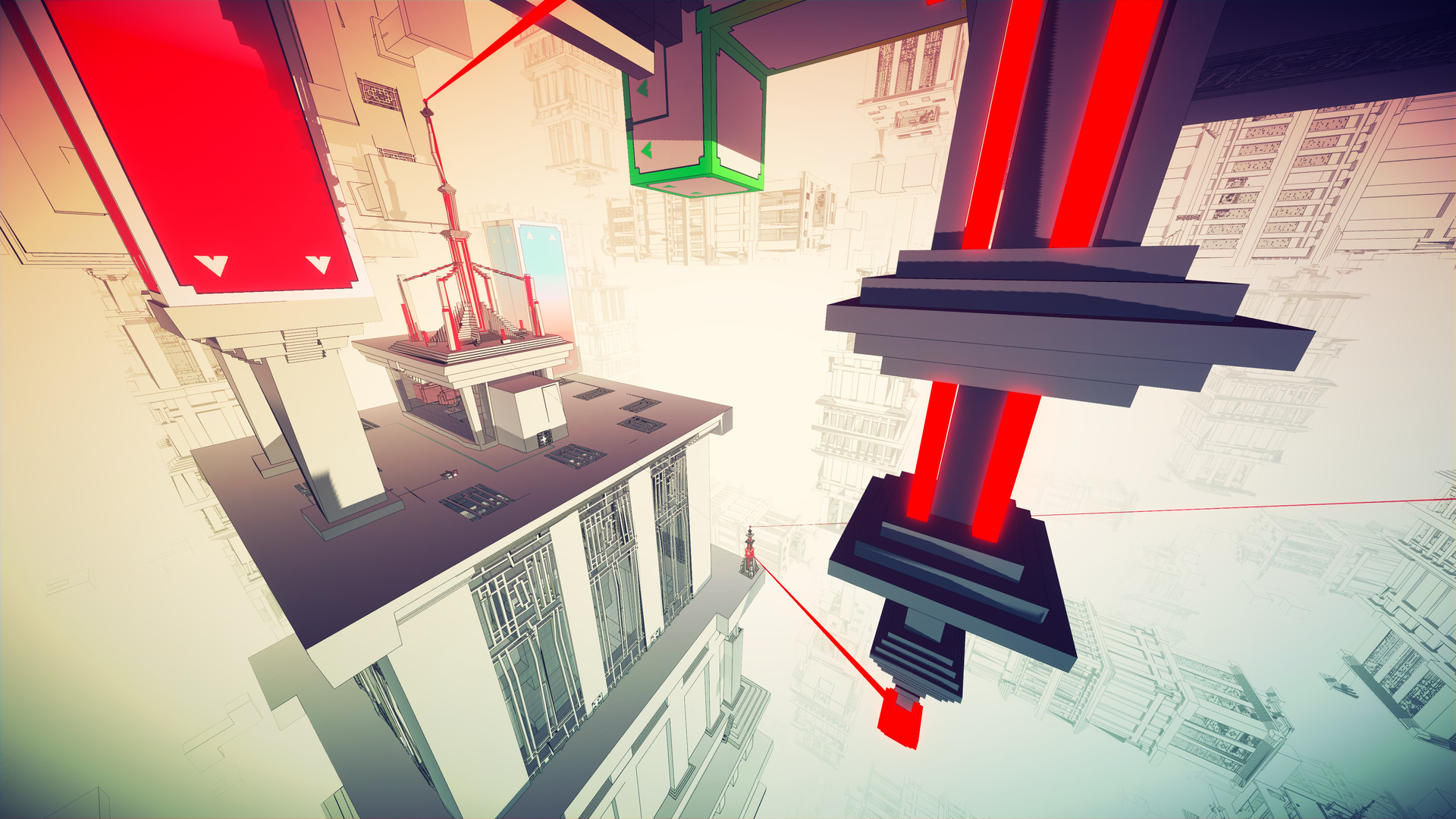
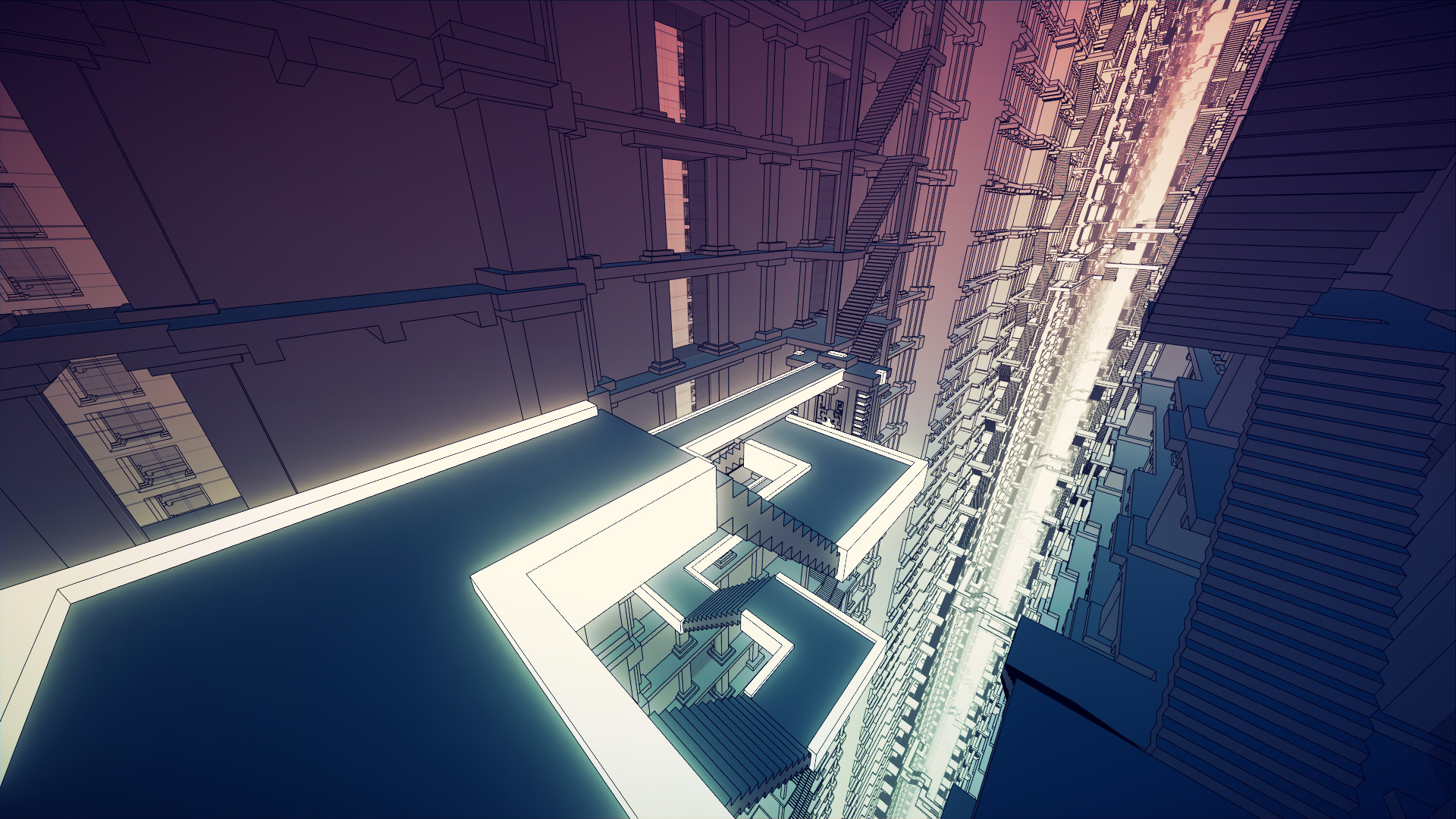
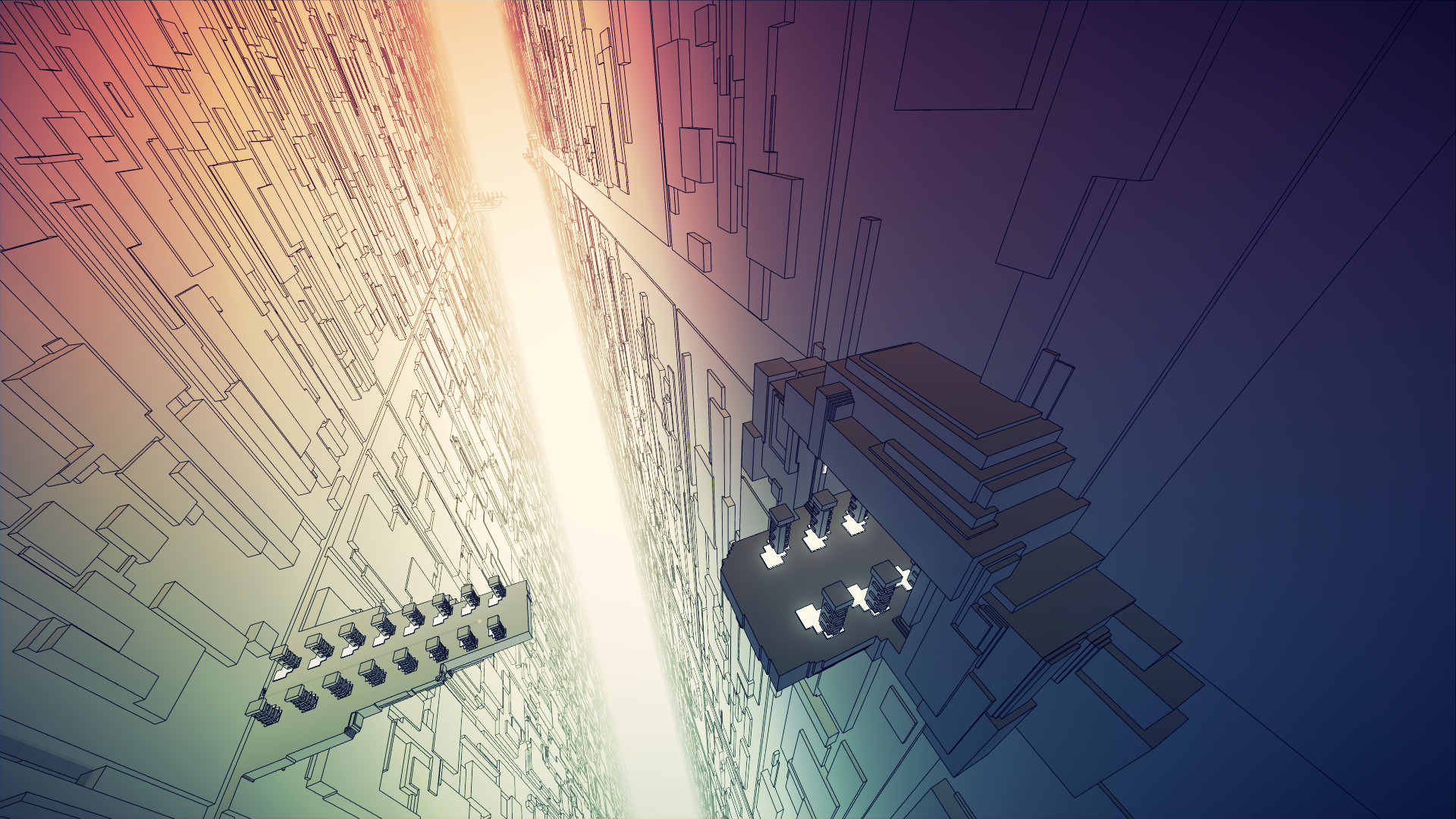
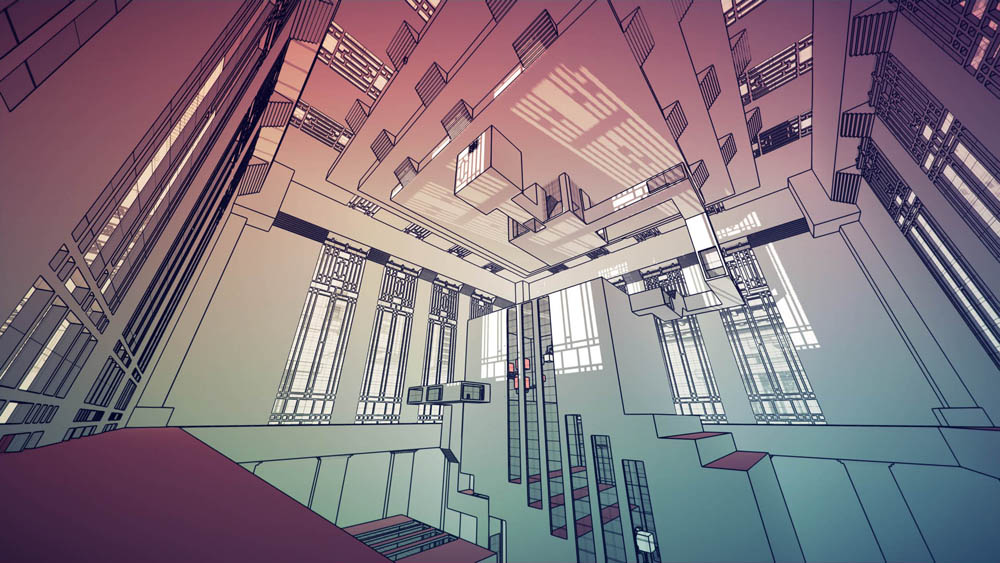
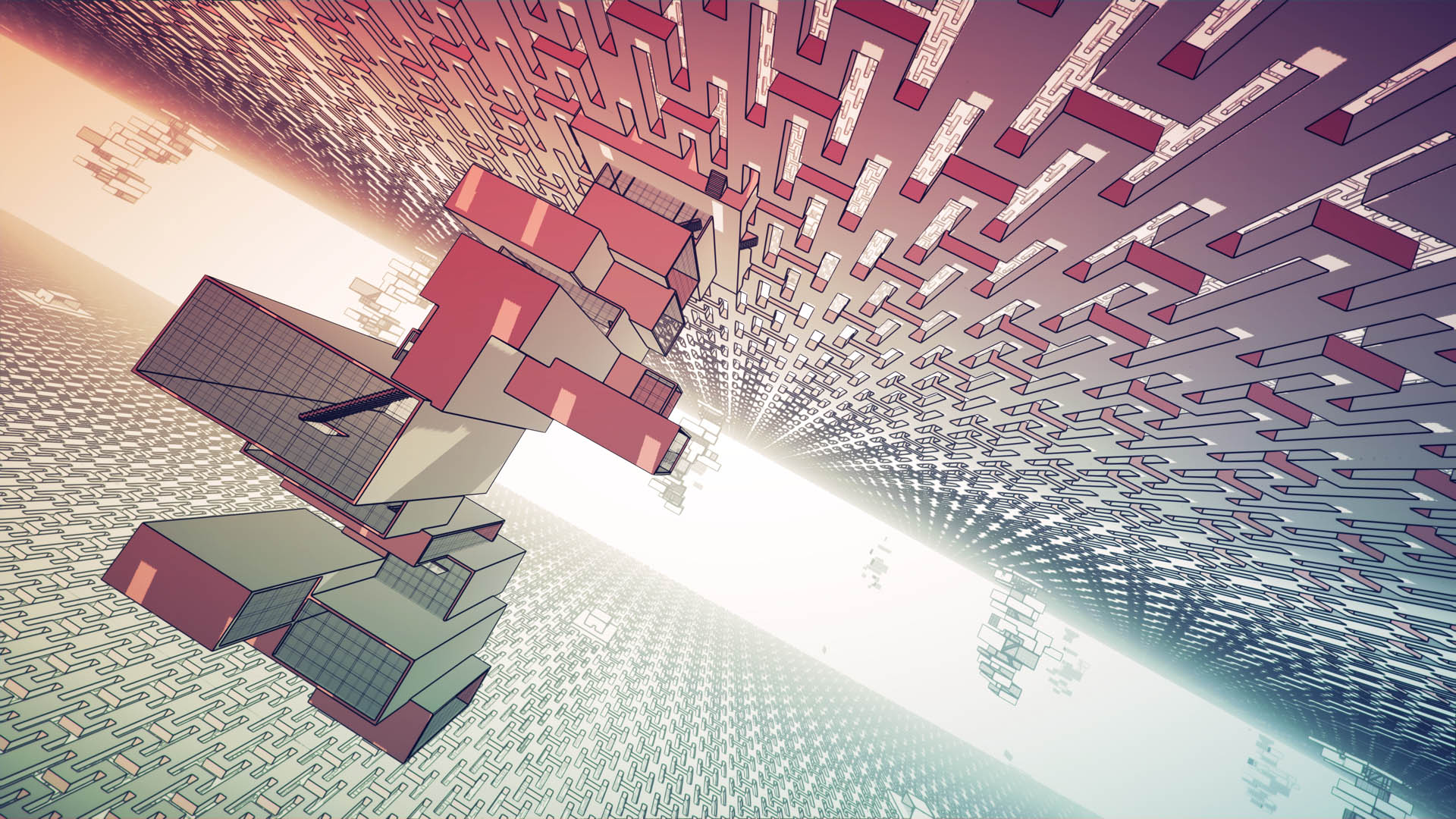
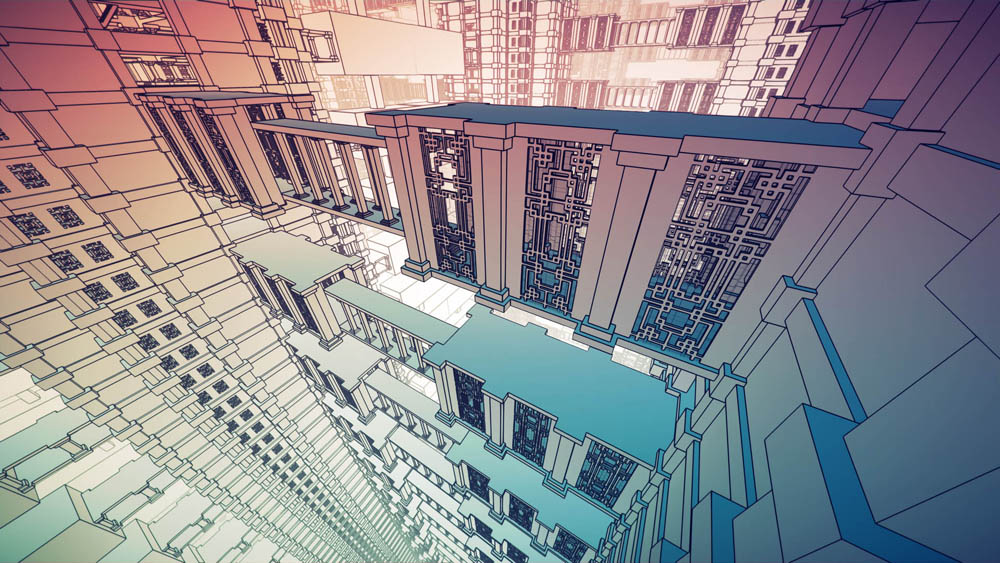
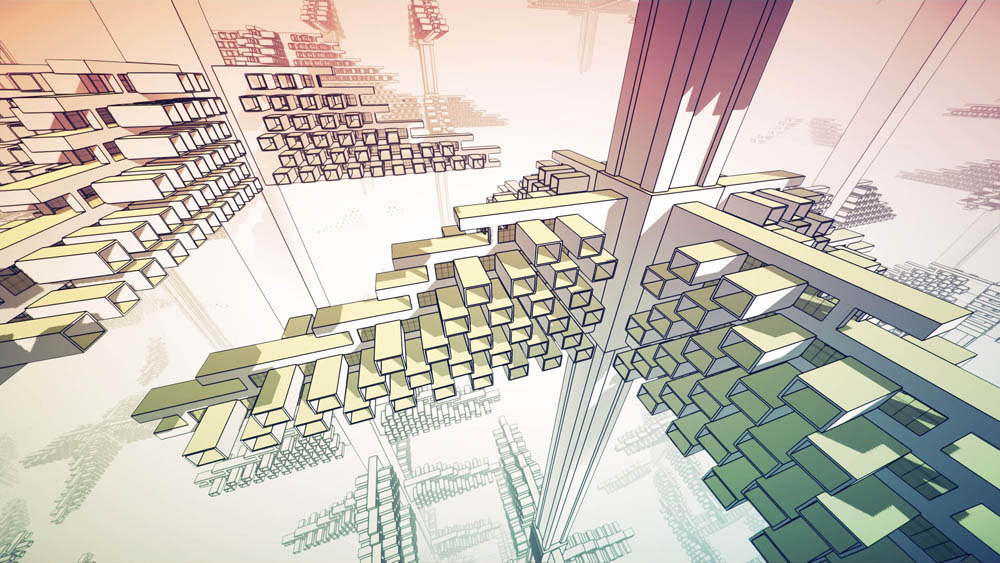
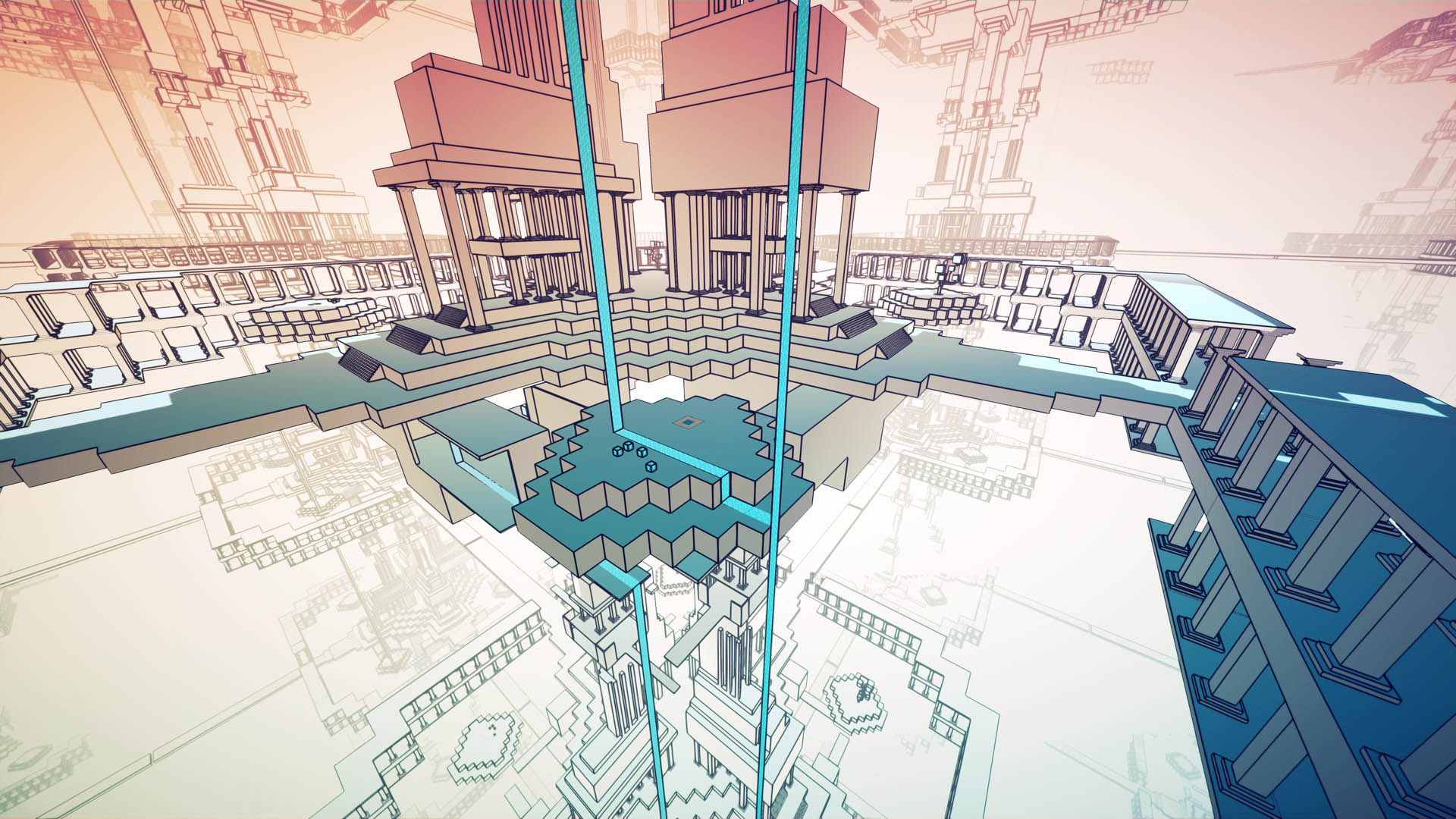
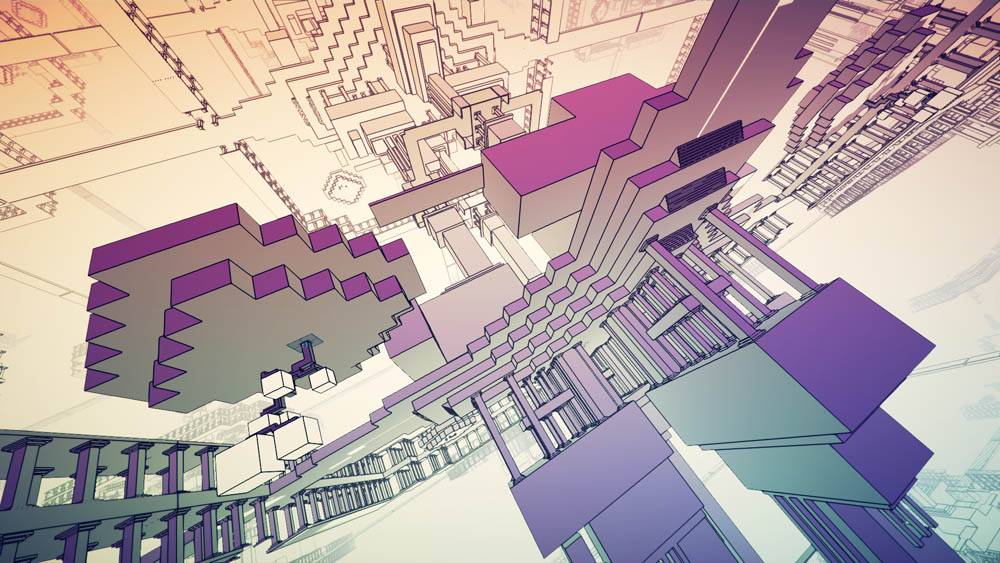

## Разработка
Разработкой игры занимался Уильям Чир из Чикаго, США, изначально работавший дизайнером-скульптором, создающим гигантских фигур из воздушных шариков. В какой то момент Чир решил переосмыслить свою творческую деятельность также по причине того, что работа с воздушными шарами требовала работы с дорогими материалами. Так, он решил заняться разработкой видеоигр, заметив, что в виртуальном пространстве нет ограничений по материалу и площади по созданию произведений искусства. Работа над игрой началась ещё в 2012 году. Тогда он хотел создать головоломку, как The Witness, где игрок, после основного прохождения, обнаружил бы, что в игре имеется ещё множество скрытых головоломок, который он раннее пропустил.

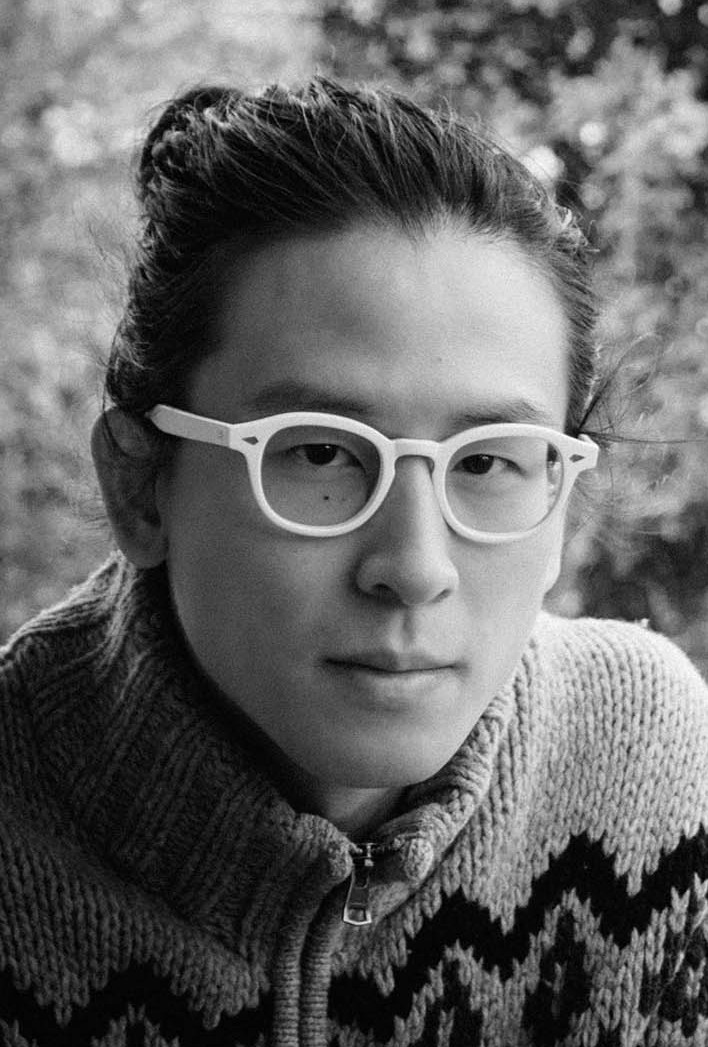
Уильям Чир, создатель Manifold Garden

Изначально игра называлась «Относительность», ссылая к одноимённой картине Маурица Корнелиса Эшера. Чир заметил, что многие игроки утверждали, что игровой мир подчиняется законам неевклидовой геометрии, хотя сам разработчик описывает свой мир, как «невозможную геометрию» в евклидовом пространстве и где само пространство «закольцовано в само себя», образуя иллюзию бесконечного фрактального мира. Это часто требовало многократной визуализации одних и тех же геометрических фигур, порой более пятисот раз. Разумеется это создавало сильную нагрузку и требовало работы над оптимизацией игры. Игровой движок по-прежнему поддерживает использование и рендеринг неевклидовых порталов, при этом игрок может видеть через портал другой уровень и с возможной рекурсией, при наличии других порталов рядом. Это стало возможным благодаря работе программиста Артура Брюсси.

Пространство игрового мира свёртывается «в само себя», образуя иллюзию бесконечного мира

Одна из основных идей Manifold Garden заключается в том, чтобы игрок проходил игру без каких либо инструкций, в самом начале нажимая кнопку на стеле и прыгнуть с пропасти, чтобы приземлиться на то же здание из-за особенности геометрии мира. Чир заметил, что падение в бездонное пространство всегда вызывает инстинктивный страх у любого человека, однако это важный шаг в игровом процессе и игрок должен его осилить, понимая, что игровой мир не подчиняется привычным законам геометрии. На этапе начального тестирования, Уильям Чир обнаружил, что игроки быстро терялись в пространстве и больше не понимали, куда им надо перемещаться, учитывая также возможность смены гравитации. Чиру пришлось значительно переработать уровни, чтобы каждый из них выглядел уникально, а также ввёл обозначение цветами каждый из шести гравитационных направлений. Цвет позволял игроку ориентироваться в пространстве по отношению к гравитации. Для ориентации в пространстве разработчик также ввёл светящиеся линии и окна. Окна всегда располагаются вдоль одной стороны каждого угла и указывают направление, куда должен идти игрок, Чир заметил, что такая кажется несущественная уловка решила проблему, когда игроки заблуждались в лабиринте. В целом Чир потратил около 2000 часов на создание игрового процесса, чтобы игрок не запутался и мог решать головоломки без риска потеряться. Другая проблема была связана с возможностью непредвиденного решения головоломок, особенно если их надо решать в открытом пространстве. В основном уровни перерабатывались, чтобы не допустить этого, но в некоторых случаях такие альтернативные решения оставлялись, если они сильно не упрощали игровой процесс.
Чир также признался, что у него был соблазн ввести возможность перезапуска уровня, в случае если игрок безвозвратно потерялся, но он заметил, что это равноценно признанию халтуры и для него было принципиально создать качественный дизайн уровней, чтобы игрок мог всегда выбраться из лабиринта. Для более лёгкой ориентации в пространстве, также были введены легко узнаваемые архитектурные элементы, например пирамиды или ступенчатые уровни, чтобы игроки сразу же понимали, где они находятся.
До 2015 года, Чир работал над игрой в одиночку, после чего он привлёк ещё несколько программистов, чтобы доделать игру до надлежащего вида. Чир также волновался по поводу так называемого возможного «инди-апокалипсиса», вызванного перенасыщением рынки инди-игр и даже вовсе не был уверен, выпустит ли он игру. К апрелю 2018 года, разработка игры велась уже более пяти лет. Тогда же Чир признался, что Manifold Garden вероятно станет его последним проектом из-за низкой окупаемости художественных игр. Чир заметил, что для того, чтобы его проект полностью окупился, ему нужно продать как минимум 40 000 копий игры. Он также признался, что отсутствие опыта в разработке стоило ему как минимум один или два года, время разработки также растянулось из-за удорожания проекта и требования участия как минимум трёх разработчиков. В тот момент, Чир и его коллеги по разработке трудились условно на добровольной основе, беря зарплату на прожиточный минимум, а лишние деньги уходили на дополнительное финансирование разработки.
Указывая на предметы вдохновения, Чир упомянул такие игры, как Starseed Pilgrim, Antichamber, Infinifactory, Portal, Fez и The Witness. Среди фильмов это были «Начало», «Бегущий по лезвию» и «Космическая одиссея 2001 года», среди литературы — «Дома из Листьев» Марка Данилевского, манги Blame! Цутому Нихэя, а также здания и архитектурные элементы, спроектированные Фрэнком Ллойдом Райтом и Тадао Андо. Чир также назвал Manifold Garden одой и метафорой последних 400 лет открытий в области физики.

## Анонс и выход
Впервые игра была анонсирована на выставке E3 2016, на стенде Sony. Редакция IGN тогда описала игру, как встречу Portal и Корнелиса Эшера. Manifold Garden была выпущена 18 октября 2019 года для платформ Microsoft Windows а macOS, а также её мобильная версия эксклюзивно на iOS. Незадолго до выхода, Чир подписал годовые договоры с Epic Games Store, а также с Apple, которые профинансировали завершающий этап разработки в обмен на эксклюзивный выпуск игры на своих магазинах. В итоге мобильная версия была доступна лишь в рамках подписки на Apple Arcade, а версия для ПК была доступна для покупки эксклюзивно в Epic Games Store. В октябре 2020 года, ПК версия также стала доступна в магазине Steam.
Версия для игровых приставок Nintendo Switch, PlayStation 4 и Xbox One была выпущена 18 августа 2020 года. В этот же день версия для Nintendo Switch была продемонстрирована наряду с другими 14 играми на инди-презентации Nintendo. 10 ноября состоялся выход версии для Xbox Series, которая включает в себя поддержку 4K с 60 кадрами в секунду, а владельцы версии для Xbox One получили бесплатное обновление. Отвечая на вопрос, почему версия не выходит на PlayStation 5, Чир объяснил, что это было его решение без каких либо контрактов, обусловленное ограничением во времени и обещал в будущем выпустить версию для PS5.

## Музыка
Музыкальное сопровождение к игре написала Ларисса Окада. Свои мелодии она создавала, как задумчивые, мечтательные, потусторонние и захватывающие. Песни чётко передают эмоциональный подтекст игры. Сами мелодии выполнены в стиле эмбиент, однако в создании мелодий также были задействованы музыкальные инструменты: пианино, флейта, гобой, кларнет, две скрипки и виолончель. Это был для Окады первый музыкальный дебют, так как раннее она работала в Sony Interactive Entertainment и принимала участие в создании музыкальных композицией (The Last of Us, Uncharted 4). Уильям Чир заметил, что музыкальное сопровождение получило крайне восторженные отзывы со стороны игроков и во многом повлияло на положительное восприятие самой игры.
Звуковым дизайном занимался Мартин Квале, его задача заключалась в создании звуковых эффектов и интеграции песен Окады в игровой процесс. В начале он в одиночку создавал звуковые эффекты к игре и должен был также выступить композитором, однако Квале заметил, что у него не получалось создавать подходящие мелодии, отражающие абстрактность окружающего мира. Так, в 2018 году, к команде присоединилась Ларисса Окада. Квале признался, что он и Чир были крайне впечатлены прослушиванием её демокомпозиций, заметив, что вместе с ними, пространства Manifold Garden чувствовались живыми, музыка передавала эмоциональный тон, чувство истории, развития сюжета. В итоге музыкальный стиль Окады подходил для игрового процесса и художественного стиля игры. Изначально Чир планировал, что общая продолжительность музыкального сопровождения не превышала бы 30 минут, но после приглашения Окады в проект, длина музыкального сопровождения в игре в итоге составила около четырёх часов. Окада и Квале старались через музыку придать пустым игровым пространствам больше жизненного дыхания, но при этом музыка про прежнему должна была оставаться абстрактной и потусторонней. Квале также создал несколько аранжировок для некоторых мелодий Окады, которые заменяются при смене гравитационного направления. Саундтрек к игре был выпущен 21 июля 2020 года.
| - 1. Manifold Garden — 03:55 - 2. Trust Fall — 03:04 - 3. First Gate — 01:45 - 4. Transfiguration — 01:40 - 5. Nexus — 03:55 - 6. House of Leaves — 03:49 - 7. Sky and Water — 02:55 - 8. Astraea — 01:35 - 9. Bloom — 03:19 | - 10. Petrichor — 01:55 - 11. Formal Properties — 02:12 - 12. Mise en Abyme — 03:19 - 13. Vista — 02:01 - 14. Tetrominos — 03:55 - 15. Colossus — 01:49 - 16. Blight — 01:47 - 17. Once Metropolis — 03:38 - 18. Tendrils — 02:07 | - 19. The Arboretum — 03:31 - 20. Ancestral — 02:15 - 21. Refraction — 03:36 - 22. Allay Nazur — 01:29 - 23. Oculi — 01:55 - 24. Indra’s Net — 02:15 - 25. Raymarching — 03:15 - 26. Strange Worlds — 02:28 - 27. The Wright — 01:23 |

## Восприятие
| Сводный рейтинг    | Сводный рейтинг                                |
| Агрегатор          | Оценка                                         |
| ------------------ | ---------------------------------------------- |
| Metacritic         | PC: 84/100 NS: 74/100 PS4: 78/100 XONE: 88/100 |
| Иноязычные издания |                                                |
| Издание            | Оценка                                         |
| Destructoid        | 8,5/10                                         |
| Edge               | 8/10                                           |
| Eurogamer          | Essential                                      |
| GameSpot           | 9/10                                           |
| Hardcore Gamer     | 4/5                                            |
| PC Gamer (US)      | 80 %                                           |
| Push Square        | [ 33 ]                                         |

Manifold Garden в целом положительно была воспринята игровыми критиками. Средняя оценка версии для ПК например составила 84 баллов из 100 возможных. Представитель сайта GameGrin признался, что «прежде никогда не встречал более красивой, возвышенной и увлекательной игры». Критик сайта DarkStation, обозревая версию для PlayStation 4, назвал Manifold Garten «великолепной, умной и несомненно одной из лучших головоломок для игровой приставки». Он заметил, что ему было сложно оторваться от контроллера, но порой приходилось делать паузы из-за возрастающей сложности головоломок. Рецензент God is a Geek назвал Manifold Garten не похожей ни на одну другую игру.

Художественный дизайн получил в основном восторженные отзывы со стороны игровых критиков

Представитель GameSpot назвал головоломки Manifold Garden «невероятно интересными и умело сочетающими пошаговое накопление знаний игрового процесса и введение всё более сложных головоломок. Окружающая среда впечатляет своей бесконечно повторяемой природой, но и путешествуя сквозь бесконечный горизонт, всегда есть возможность открыть что-то новое или по новому взглянуть на что-то старое». Критик назвал игру «праздником для глаз и разума». Рецензент с сайта Hardcore Gamer назвал Manifold Garden «невероятно стильной головоломкой от первого лица, похожей на прогулку по архитектурным эскизам грандиозного дизайнера. Хотя некоторые из комнат выглядят слишком безжизненно, но за ними всегда спрятаны невероятные виды из бесконечно повторяющихся узоров. Затемнения, поразившие мир „Манифолд“, являются аллюзией на пассивную угрозу в худшем случае, позволяя игроку экспериментировать, поворачивая мир вокруг себя, чтобы увидеть его с новой точки зрения. Данный мир возможно видал и лучшие свои дни, но изгнать тьму — лишь повод разгадать тайны мира и вступить в борьбу с творением, следующим правилам трёхмерного пространства, как ему заблагорассудится».
Многие критики отдельно похвалили Manifold Garden за музыкальное сопровождение. Саундтрек называли шедевральным, потрясающим, сбивающим с ног. Например представитель Hooked Gamers назвал саундтрек великолепным и идеально отражающим настроение окружающего дизайна. Рецензент сайта Gaming Route заметил, что Лариссе Окаде удалось блестяще передать чувство одиночества, очарования, дополнить настроение странных визуальных эффектов игры и всего игрового процесса, ориентированного на исследования.
Критик сайта Vandal назвал игру очень оригинальной, не только с точки зрения игрового процесса, но и с точки зрения искусства и архитектурного дизайна. Сам игровой мир в логической подменой законов физики он сравнил с игрой Portal. Тем не менее критик указал и на ряд проблем, связанных с дизайном. Во первых игрок может легко потеряться и дезориентироваться в открытом пространстве, во вторых неаккуратно реализован игровой процесс, связанный с падением и он может отнимать много времени. Также критик указал на то, что у некоторых игроков, Manifold Garden может вызвать головокружение из-за визуальной монотонности и частной сменой плоскостей. Ряд отзывов также были смешанными или сдержанными. Например критик сайта Starbit назвал Manifold Garden скорее аудиовизуальным опытом, нежели полноценной игрой. Её архитектурные элементы и саундтреке несомненно великолепны, однако критик назвал представленные головоломки посредственными, а саму игру слишком короткой и не реиграбельной. Похожее мнение оставил представитель GameCritics, с одной стороны похвалив игру за «великолепную мощь визуальных эффектов, однако с поверхностными головоломками». В итоге Manifold Garden не позволяет в полной мере погрузиться в свою концепцию.

### Награды
Игра была номинирована, как «игра года» и «лучшее аудио сопровождение» редакцией Pocket Gamer в рамках конкурса Mobile Games Awards, а также в категории «Лучший Дебют» студии William Chyr Studios на мероприятии Game Developers Choice Awards. Саундтрек и игре был почётно упомянут в категории «Лучший аудио дизайн» на мероприятии Independent Games Festival, сама игра также была номинирована в категории «Дебютная игра» на 16-м вручении BAFTA, а также как «головоломка» и «мобильная игра» года и редакцией IGN.